# Pfaffen-Schwabenheim
Pfaffen-Schwabenheim est une municipalité allemand dans le land de la Rhénanie-Palatinat. Il fait partie de la commune fusionnée de Bad Kreuznach.

## Histoire
Le village faisait partie du Comté de Sponheim. Après la disparition des comtes, le territoire fut sous le règne de plusieurs pouvoirs. À partir de 1707, le village faisait entièrement partie de la Kurpfalz. Après la Révolution française, le village a été occupé par les Français.

## Associations et vie culturelle
- La Fördergemeinschaft Kirchen, Klosteranlagen und Kulturdenkmäler (une association qui favorise à soutenir les monuments dans le village)
- Un groupe de théâtre, la Klosterbühne
- Pompiers volontiers
- Association sportive TUS 1883 Pfaffen-Schwabenheim e.V.

## Politique
Distribution des sièges du conseil municipal
|      | SPD | CDU | FWG | Total     |
| 2009 | 5   | 7   | 4   | 16 sièges |
| 2004 | 4   | 7   | 5   | 16 sièges |

Lors des élections municipales 2009, Hans-Peter Haas (CDU) a été élu maire bénévole.

## Jumelage
- Spören (de) (Allemagne)

## Liens
- Pfaffen-Schwabenheim
- Fördergemeinschaft Kirchen, Klosteranlagen und Kulturdenkmäler
- Theaterverein Klosterbühne Pfaffen- Schwabenheim, Laienspieltheater